# Veera Kauppi
Veera Kauppi (* 19. Juli 1997) ist eine finnische Unihockeyspielerin, die seit 2020 für Team Thorengruppen SK in der SSL spielt.

## Vereinskarriere
Kauppi begann ihre Unihockey-Karriere beim finnischen Verein Koovee in ihrem Heimatort Tampere. In der Saison 2011/2012 debütierte sie in der finnischen Frauenliga, wo sie bis 2018 für Koovee aktiv war. Während ihrer Zeit bei Koovee erzielte sie in 95 Ligaspielen eine Bilanz von 256 Punkten bei 138 Toren und 118 Assists.
Anschließend wechselte sie zum schwedischen Team IKSU. In ihrer ersten Saison bei IKSU wurde sie auf Anhieb die beste Torschützin der Liga. Mit ihren 91 Punkten bei 60 Toren und 31 Assists in der regulären Saison stellte sie einen neuen Ligarekord auf. IKSU dominierte die reguläre Saison, schied jedoch im Halbfinale der Playoffs aus. Im Januar 2019 dominierte das IKSU-Team den Champions Cup und besiegte im Finale den 1. SC Vítkovice mit 8:3. Dazu steuerte Veera Kauppi einen Hattrick bei. In der folgenden Saison 2019/2020 war sie mit 76 Punkten für 42 Tore und 34 Assists die beste Scorerin der Liga und gewann mit ihrem Team die schwedischen Meisterschaft, deren Ligabetrieb aufgrund der Covid-19-Pandemie vorzeitig beendet wurde.
Vor der Saison 2020/21 unterschrieb sie einen Vertrag beim Team Thorengruppen SK, das als Aufsteiger in die SSL einen Großteil des IKSU-Personals übernahm, nachdem IKSU aus finanziellen Gründen auf einen Einstieg in das neue Jahr des Spitzenwettbewerbs verzichtete. Mit der neuen Mannschaft gewann sie seitdem viermal in Folge die schwedische Meisterschaft. Außerdem gewann sie mit Thorengruppen 2023 und 2024 den Champions Cup und erreichte 2025 erneut das Finale.

## Nationalmannschaft

### WM-Teilnahmen
| Jahr | Gastgeber | Platzierung |
| ---- | --------- | ----------- |
| 2015 | Finnland  | 2. Platz    |
| 2017 | Slowakei  | 2. Platz    |
| 2019 | Schweiz   | 3. Platz    |
| 2021 | Schweden  | 2. Platz    |
| 2023 | Singapur  | 2. Platz    |

Bei der Weltmeisterschaft 2021 war sie Kapitänin des finnischen Teams und wurde zur wertvollsten Spielerin des Turniers und in das All-Star-Team gewählt.

### U19-WM-Teilnahmen
| Jahr | Gastgeber | Platzierung |
| ---- | --------- | ----------- |
| 2014 | Polen     | 2. Platz    |
| 2016 | Kanada    | 2. Platz    |

## Persönliche Auszeichnungen
Neben zahlreichen Auszeichnungen auf nationaler Ebene wurde Kauppi vom Weltfloorballverband IFF in den Jahren 2017, 2018, 2021 und 2023 zur Weltunihockeyspielerin des Jahres gewählt.

## Fußball
Sie spielte neben dem Unihockey auch Fußball als Mittelfeldspielerin für Tampereen Ilves, wo sie 2015 Vizemeister der finnischen Frauenliga wurde. Kauppi spielte auch für das   finnische U17-Nationalteam, für das sie sechs Spiele bestritt und zwei Tore schoss.

## Familie
Veera Kauppi hat eine Zwillingsschwester, Oona Kauppi, die ebenfalls zu den besten Unihockeyspielerinnen der Welt zählt. Während ihrer gesamten Unihockey- und Fußballkarriere waren sie immer im selben Team.